# Tingley
Pour les articles homonymes, voir Tingley (homonymie).
Tingley est un village de la Cité de Leeds, situé dans le Yorkshire de l'Ouest, en Angleterre.